# 呼吸 (生理學)
呼吸（respiration）在生理學上，是指氧從空氣傳送到生物組織，以及二氧化碳從生物組織傳送回空氣的過程。
生理學上的呼吸和生物化學中的呼吸分別在於，生物化學中的呼吸是指呼吸作用，在細胞之內進行的代谢過程，細胞將有機物氧化分解並產生能量（以三磷酸腺苷的形式儲存），並且產生代谢產物。生理學上的呼吸對於細胞的呼吸作用是必要的，但兩者是不同的過程。呼吸作用發生在生物體的細胞內，而呼吸是指代谢产物在生物體及外在環境之間的總量流動以及運送的過程。
生理學上的呼吸涉及包括呼吸系統中肺泡的通氣，也就是透過吸入的過程將大氣吸入肺中，再透過呼出的過程將肺部的氣體排出體外。肺泡空气和肺毛细血管血液之间會進行氣體交換，再透過循环系统均勻的傳送到身體的各部位。呼吸中每次吸入（約350ml）的過程不會完全將肺泡用空氣填滿，吸入的空氣會稀釋，並且和肺部的氣體（成人約2.5公升）混合。原來在肺部的氣體稱為功能余气量，是每次呼吸後仍留在肺部的氣體。而其氣體成份顯著的和大氣不同。生理學上的呼吸也涉及讓功能余气量中，氧氣及二氧化碳成份穩定的機制，也讓溶在肺毛细血管血液的氣體維持平衡，因此细胞外液也維持平衡。若以準確的用法來說，breathing（呼吸）及Ventilation（換氣）是respiration的上下位關係，不是respiration的同义词。不過在大部份的用法中不會清楚的區分這些詞語，即使許多医疗保健提供者也不例外，像是呼吸率（respiratory rate，簡稱RR）是医疗卫生中常見的詞語，但是若用上述清楚的定義，可能需改為ventilation rate才比較準確。

## 延伸閱讀
- Nilsson, Goran E. . Cambridge: Cambridge University Press. 2010. ISBN 978-0-521-70302-4.
- Randall, David. . New York: W.H. Freeman and CO. 2002. ISBN 0-7167-3863-5., human biology 146149
- C.Michael Hogan. 2011. Respiration. Encyclopedia of Earth. Eds. Mark McGinley and C.J.Cleveland. National Council for Science and the Environment. Washington DC（页面存档备份，存于）